# Nijō Morotada
Nijō Morotada (二条 師忠) (1254 - 1341), fils de régent Nijō Yoshizane, est un noble de cour japonais (kugyō) de l'époque de Kamakura (1185–1333). Il exerce la fonction de régent kampaku de 1287 à 1289. Il adopte Nijō Kanemoto.